# Апокриф
Апокриф или апокрифни спис (грч: ἀπόκρυφα – скривен) је неканонска књига библијске тематике, која је забрањена од црквених власти и углавном тајно ширена. У словенској књижевности, најпознатија је апокрифна народна библијa Палеја.
Када је у 4. веку хришћанство постало званична државна религија Римског царства, поставило се питање прописивања (канонизовања) званичне хришћанске литературе, јер су постојала многа дела у којима је хришћанство тумачено другачије од учења цркве. Зато је црква је одлучила да изврши ревизију свих дотадашњих познатих хришћанских списа са циљем да одвоји оне које садрже Божију “истину” од оних чије је учење „лажно“.
Канонске књиге су прописане на лаодикијском сабору 360. године. У канон је ушло оно што и данас спада у Нови завет (јеванђеље по Матеју, јеванђеље по Марку, јеванђеље по Луки и јеванђеље по Јовану, Дела апостолска, посланице итд.) и Стари завет (Књига постања, књиге пророчке итд.). Окончањем канонизације библијских књига, апокрифима почињу да се називају сва остала дела старозаветне и новозаветне тематике, која су остала изван састава Светог писма и најчешће се сматрају јеретичким књигама.
Као и канонске књиге, и апокрифне се деле на старозаветне и новозаветне. Од старозаветних апокрифа познати су: Књига Енохова, Књига Варухова и Књига Аврамова, а од новозаветних Ход Богородице по мукама, разна јеванђеља, откровења и виђења. Они су најчешће обрађивали библијске мотиве, описивали рај и пакао, приповедали приче о пророцима, свецима и Богородици. И у Јудаизму и у Хришћанству ови списи се својом садржином нису слагали са општеприхваћеним учењем, јер су или директно или индиректно били у контрадикцији са њим, у целини или делимично. Због тога је њихово преписивање, читање и ширење било забрањивано.
У старој српској књижевности било их је више: Књига Авраамова, Књига Енохова, Јеванђеље Младенства, Јеванђеље Јаковљево, Никодимово и др. Преведени с грчког, пуни маште и легенде, утицали су на српску народну књижевност. И поред свих забрана, апокрифи су у српској књижевности много и дуго преписивани, све до 19. века. Неки су и читани у цркви: „Протојеванђеље Јаковљево“ (на дан Богородичиног рођења) и „Никодимово јеванђеље“ (на Велику Суботу за Васкрс).